# آرتمیا
آرتمیا (نام علمی: Artemia) جانداری است سخت‌پوست که در آب‌های شور زندگی می‌کند. دریاچه ارومیه در ایران، یکی از غنی‌ترین منابع آرتمیا در جهان شمرده می‌شد ولی به دلیل فروکش کردن آب دریاچه ارومیه، جمعیت آرتمیا در دریاچه ارومیه کاهش چشمگیری داشته‌است. آرتمیا در صنایع پرورش میگو و ماهی مورد استفاده قرار می‌گیرد.
در دنیا سالانه بیش از ۲۰۰۰ تن سیست آرتمیا معامله می‌شود و به خصوص از خود آرتمیا یا سیست آن در تغذیه مراحل نوزادی ماهیان، سخت پوستان و نرم‌تنان و … سود می‌برند.
بر اساس اسناد علمی اولین گزارش مکتوب علمی دربارهٔ آرتمیا متعلق به آرتمیای دریاچه ارومیه می‌باشد که در اوایل قرن دهم میلادی توسط اصطخری – جغرافیدان ایرانی- در دو کتاب صور الاقالیم و نیز در کتاب مسالک و ممالک تحت عنوان سگ آبزی نام برده شده‌است. در این کتاب‌ها آورده شده‌است که «بادربایکان (به آذربایجان) دریایی هست که آن را دریای ارمیه (ارومیه) خوانند آبی شور دارد و هیچ جانوری نباشد و گویند که سگ آبی باشد گرد بر گرد این دریا همه عمارت و نواحی است و از این دریا تا مراغه سه فرسنگ باشد و تا ارمی دو فرسنگ و درازای این دریا پنج روز است بر خشک و در آب چون باد راست بود بیک شب بیرون شوند.»
بعدها در سال ۹۸۲ میلادی (اواخر قرن دهم میلادی) در کتاب حدود العالم بار دیگر حضور آرتمیا در دریاچه ارومیه گزارش شده‌است، در این کتاب اینگونه نوشته شده‌است: «و دوم دریای کبوذان (دریای کبودان = دریاچه ارومیه) بارمینیه (به ارمینیه = به ارومیه = در ارومیه) درازاء او پنجاه فرسنگ است اندر پهنای سی فرسنگ. اندر میان این دریا دهیست کبوذان (کبودان، نام یکی از جزایر دریاچه ارومیه‌است) گویند و این دریا بدان ده بازخوانند و از گرد او آبادانیست و اندر او هیچ جانور نیست از شوری آبش مگر کرم.»
مینورسکی در ترجمه انگلیسی کتاب حدود العالم واژه «ارمینیه» را ارمنستان ترجمه کرده‌است که لغت‌نامه دهخدا در توضیح واژه «کبودان» به صراحت به این اشتباه اشاره و واژه صحیح «ارومیه» معرفی کرده‌است؛ و آن را ناشی از اشتباه لفظی می‌داند. اما مسئله جالب اینکه، پروفسور سورجلوس رئیس مرکز رفرانس آرتمیای دانشگاه خنت بلژیک، یکی از اسامی قدیمی آرتمیا را «کرم آب شور» (brine worm) اعلام کرده‌است. شلوسر، آرتمیا را تحت عنوان «یک حشره ناشناس» معرفی کرده؛ از این رو او نیز لفظ آرتمیا را در نوشته خود به کار نبرده زیرا در سال ۱۸۱۹ یعنی ۶۴ سال بعد از شلوسر، شخصی به نام لیچ برای اولین بار نام علمی آرتمیا را پیشنهاد و استفاده کرده‌است. حدودالعالم نخستین کتاب جغرافیا به زبان فارسی است. این کتاب به سال ۹۸۲ میلادی نوشته شده و به جغرافیای عمومی پرداخته‌است ولی نام مؤلف کتاب معلوم نیست. بدین ترتیب باید اذعان داشت که حدود ۸۰۰ سال قبل از شلوسر (هزار سال پیش از این)، در کتاب حدود العالم، اولین کتاب جغرافیای فارسی، آرتمیا برای نخستین بار از دریاچه ارومیه به صورت یک مستند علمی گزارش شده و شلوسر در واقع اولین تصویر شماتیک از آرتمیا را ترسیم کرده‌است.
برای سال‌ها این موجود را فقط به عنوان یک جانور سخت پوست و در محدوده کتابهای جانورشناسی می‌شناختند و در سال ۱۹۳۰ یا ۱۹۳۳ دانشمندی به نام Alvin sealo کاربرد آن را برای پرورش ماهی پیشنهاد کرد. در ۱۹۳۹ ارزش آرتمیا به عنوان یک غذای اساسی در پرورش نوزاد آبزیان شناخته شده بود. در اواخر دهه ۱۹۴۰، با افزایش علاقه به ماهیان زینتی گرمسیری؛ ارزش تجاری آرتمیا دو چندان شد. شرکت حکیم سلامت زنده رود، برای اولین بار در دنیا توانست با استفاده از دستگاه سوپر درایر پیشرفته، موفق شد از پودر آرتمیا جهت مصارف دارویی و غذایی استفاده کند. از دیگر سو، در سال ۱۸۹۹ دانشمندی به نام Gunther دریاچه ارومیه را بررسی کرد و آرتمیای موجود در آن را همان آرتمیا اورمیانا نامید، و سپس در سال ۱۹۷۶ دانشمندانی با نام‌های Bowen و Clarck آرتمیای دریاچه ارومیه را دوباره از نظر سیستماتیک مورد بررسی قرار دادند و بار دیگر نام آرتمیا اورمیانا را تأیید نمودند.
در دو دهه اخیر در بلژیک مرکزی تحت عنوان I.S.A یا International Study of Artemia درست شده که در سطح جهانی و به‌طور وسیع بر روی آرتمیا کار می‌کند.

## قیمت آرتمیا
قیمت هر کیلو آرتمیا در بازارهای جهانی با توجه به کیفیت آن حدود ۱۴۰ تا ۲۰۰ دلار است.

## سیست آرتمیا
سیست آرتمیا دارای لایه‌های مختلف در دیواره خود است:
1. کوریون خارجی
2. کوتیکول جنینی داخلی

بین این دو قسمت، لایه دیگری به نام غشاء کوتیکول خارجی وجود دارد. ضخامت بخش کوریون ۸–۶ میکرومتر بوده و از سه لایه به نام‌های غشاء خارجی - لایه قشری و لایه آئونولار تشکیل شده‌است.

## پی‌نوشت‌ها
1. ↑  Alireza Asem (2023). "Phylogenetic analysis of problematic Asian species of Artemia Leach, 1819 (Crustacea, Anostraca), with the descriptions of two new species". Journal of Crustacean Biology. 83: 1–25.
2. ↑  Alireza Asem; Amin Eimanifar (2016). "Updating historical record on brine shrimp Artemia (Crustacea: Anostraca) from Urmia Lake (Iran) in the first half of the 10th century AD" (PDF). International Journal of Aquatic Science. 7: 1–5. Archived from the original (PDF) on 1 April 2016. Retrieved 24 November 2016.
3. ↑  Naser Agh , Peter Bossier , Theodore J. Abatzopoulos , John A. Beardmore , Gilbert Van: Morphometric and Preliminary Genetic Characteristics of Artemia Populations from Iran[پیوند مرده]
4. ↑  Theodore J. Abatzopoulos, Francisco Amat, Athanasios D. Baxevanis, Genuario Belmonte, Francisco Hontoria, Stefania Maniatsi, Salvatore Moscatello, Graziella Mura, Nickolaj V. Shadrin: Updating Geographic Distribution of Artemia urmiana Günther, 1890 (Branchiopoda: Anostraca) in Europe: An Integrated and Interdisciplinary Approach[پیوند مرده]
5. 1 2  «(۲۰۰۸) اولین گزارش مکتوب آرتمیا در بیش از هزار سال پیش از دریاچه ارومیه، Journal of Biological Research, 9: 113-114» (PDF). بایگانی‌شده از اصلی (PDF) در ۱ دسامبر ۲۰۱۶. دریافت‌شده در ۱۷ مه ۲۰۱۳.
6. ↑  Sotude, M. 1961 .The Limits of The World from The East to The West. (Unknown author), Tehran University press, Iran.
7. ↑  Minorsky, V. 1937. The regions of the world; a Persian geography (982. unknown author), Oxford University press. UK.
8. ↑  Dehkhoda A. , 1998. Dehkhoda Dictionary. Tehran University Press, Tehran, Iran.
9. ↑  Schlosser, 1756. Extrait d,un letter de M. le Docteur Schlosser concernant un Insecte peu connu. Obs. period. sur la physique, l’hist. nat. et les beaux arts, de Gautier, pp. 58-60.
10. ↑  Günther, R.T. , 1899a. Contributions to the geography of Lake Urmi and its neighbourhood. The Geo. J. 14. 404-523.
11. ↑  Günther, R.T, 1899b. Contributions to the natural history of Lake Urmi, N. W. Persia and its neighborhood. J. of the Lin. Soc. (Zoology). 27. 375-423.
12. ↑  Clark, L.S. , Bowen, S.T. , 1976. The genetics of Artemia salina. VII. Reproductive isolation. The J. of Here. 67. 385-388.
13. ↑  مهزاد اکبرپور، نشریهٔ الکترونیک فارم، ارزش غذایی آرتمیا در تکثیر و پرورش ماهی و میگو